# フランク・カポネ
フランク・カポネ（英:Frank Capone、1895年1月 - 1924年4月1日）はカポネ家の三男でアル・カポネの兄。本名はサルヴァトーレ・フランク・カポネ（英:Salvatore F Capone）。

## 人物
カポネ=トーリオ組の代表でシセロの道路舗装工事の入札を取り仕切り工事費に含まれる手数料を獲得する。
1924年にシセロで行われた共和党と民主党の選挙の投票日に警察官によって射殺された。警察の記録ではフィリップ・マッグリン巡査部長が撃ったことになっているが、彼一人が撃ったわけではない。フランクの死体は全身に銃弾を浴びており蜂の巣のようだった。フランクが銃に手を伸ばしていることから正当防衛による殺人だった。警察が検視陪審に伝えた内容はフランクが挑発行為に出て撃ち合いになったといい、まるで事実と違うものだった。警察は彼が逃げながら2度発砲し、3度目を撃とうとして倒れたと言った。しかし、本当は銃をポケットから取り出す前に射殺された。ところが検視陪審は事実とは逆の印象を作り上げた。
陪審はフランクが逮捕に抵抗して殺されたものであり警察側の正当であったと答えた。
フランクの死を聞いた弟のアル・カポネは怒りのあまり顔面蒼白になったという。
選挙ではカポネ一味が推す共和党の市長候補のジョゼフ・Z・クレンハが勝利し、カポネ一味はシセロで影響力を強めていった。
フランクの葬儀はジム・コロシモ以来の盛大さで2万ドルを超える献花が届いた。ちなみにその献花はギャングで花屋のダイオン・オバニオンの花屋が扱ったものだった。